# Товт Андрій Йосипович
Андрій Йосипович Товт (нар. 6 серпня 1941, Берегове, Угорщина) — радянський український футболіст, нападник та півзахисник.

## Життєпис
У 1964 році приєднався до «Зірки», у футболці якої в Класі «Б» зіграв 16 матчів (1 гол), ще 2 матчі провів у кубку СРСР. По ходу сезону перейшов до іншого колективу Кіровоградської області — «Шахтаря» з Олександрії. Саме у футболці «гірників» у сезоні 1965 року продемонстрував найкращу результативність у кар'єрі — 11 голів у Класі «Б» та 1 м'яч у кубку СРСР. По ходу сезону 1966 року залишив олександрійську команду та повернувся до «Зірки». У команді з Кіровограду провів 7 сезонів. За цей час у Класі «Б» зіграв 268 матчів (23 голи), ще 2 матчі (1 гол) провів у кубку СРСР. Футбольну кар'єру завершив у 1973 році.